# 아나톨리 레핀
아나톨리 야코블레비치 레핀(러시아어: Анатолий Яковлевич Лепин, 1907년 12월 17일 ~ 1984년 10월 24일)은 라트비아의 작곡가이다. 본명은 아나톨스 리에핀슈(라트비아어: Anatols Liepiņš)였으나, 소련에 합병된 이후 개명하였다.

## 일생
그는 1907년 12월에 태어났다. 다만 태어난 날짜가 정확히 알려지지 않고 있다. 하지만 17일 혹은 30일에 태어난 것은 확실하다.
그는 모스크바 음악 학교에서 공부하였으며 1936년 타슈켄트 학교의 교사로 임명되었다. 1938년 하르키우 음악 학원의 강사가 되었다.
전쟁 중 그는 더욱 더 음악에 열중하였으며 1945년부터 1950년까지 리가에서 생활하였다. 그는 라트비아의 뮤지컬 극장을 위해 일했는데, 그 와중에 그는 라트비아 소비에티커를 작곡하였다. 해당 노래는 1946년작의 영화 <안녕, 모스크바>의 OST로도 사용되었다.
높은 인기를 끌던 노래로는 <우리 언젠가 다시 만나자>, <주소와 소녀 없는 세상>, <카니발의 밤> 등이 있었는데, 이들도 전부 그가 작곡한 것이었다. 하지만 이들을 만드는 데 그다지 오랜 시간이 걸리지 않았다. 
1984년 소련의 붕괴를 7년 앞두고 사망하였으며, 바간코프스코예에 묻혔다.

## 주요 작품
다음은 아나톨리 레핀이 작곡한 노래 목록이다. 목록 중 일부는 큰 인기를 끌었다고 전해진다.
- <당신의 기타를 치고>
- <두 친구>
- <모스크바에 오신 것을 환영합니다>
- <안녕하세요>
- <그녀는 하프라네>
- <사막처럼>
- <우리는 거리의 소음에 만족했다>
- <휴식은 나의 자산>
- <서정시 노래>
- <기분의 노래>
- <5분>
- <타냐타냐>
- <천 가지의 불가사의>